# Pascal Janin
Pascal Janin (Soisy-sous-Montmorency, 4 april 1960) is een Frans voormalig voetballer die speelde als doelman en later coach.

## Carrière
Janin speelde in de jeugd van SCO Angers en maakte zijn profdebuut bij de club in 1974 en speelde bij de club tot in 1981. In 1981 ging hij spelen voor FC Gueugnon waar hij drie jaar doorbracht. In 1984 speelde hij kort voor het tweede elftal van AS Monaco waarna hij zich aansloot bij US Orléans 45. In zijn laatste seizoenen als voetballer speelde hij nog voor SC Abbeville en RC Strasbourg.
In 1996 werd hij keeperstrainer bij FC Metz waar hij bleef tot in 2002; hij was coach onder Joël Muller, Albert Cartier, Gilbert Gress en Francis De Taddeo. Nadien werd hij keeperstrainer bij Strasbourg en Brestois. Tussen 2007 en 2008 was hij voor de eerste keer hoofdcoach van Brestois. In 2009 werd hij assistent-coach onder Jean-Marc Furlan en Gress. Hij werd later dat jaar aangesteld als hoofdcoach en bleef op de positie tot in 2010. In 2013 ging hij aan de slag bij Stade Malien. Nadien volgde nog periodes bij andere Afrikaans clubs zoals AS Kaloum Star, JS Kairouanaise, CA Bizertin (hoofd jeugdopleiding) en het Franse CSO Amnéville.

## Erelijst

### Als speler
- Frans kampioen tweede klasse: 1976

### Als coach
- Malinees landskampioen: 2013
- Malinese landsbeker: 2013
- Coach van het jaar (Mali): 2013
- Trophée Zarpa